# Iodopleura gorjablanca
La iodopleura gorjablanca (Iodopleura isabellae) és una espècie d'ocell de la família dels titírids (Tityridae). És troba a la conca amazònica, al nord de l'Amèrica del Sud. El seu hàbitat són els boscos tropicals i subtropicals de frondoses humits de les terres baixes. El seu estat de conservació es considera de risc mínim.